# Systropus arizonicus
Systropus arizonicus är en tvåvingeart som beskrevs av Banks 1909. Systropus arizonicus ingår i släktet Systropus och familjen svävflugor. Inga underarter finns listade i Catalogue of Life.